# Susi Wirz
Suzanne „Susi” Wirz, po męzu Krebs (ur. 30 listopada 1931 w Bernie) – szwajcarska łyżwiarka figurowa, startująca w konkurencji solistek. Uczestniczka igrzysk olimpijskich w Oslo (1952), uczestniczka mistrzostw Europy i świata, mistrzyni Szwajcarii (1952).
Ma brata Marca Wirza, który był żonaty z brytyjską łyżwiarką figurową i mistrzynią olimpijską 1952 Jeanette Altwegg. Jej siostrzenica Cristina Wirz (po mężu Lestander) jest mistrzynią świata 1983 w curlingu.

## Osiągnięcia
| Zawody                 | 1950           | 1951           | 1952           |                |                |                |                |                |                |                |                |                |                |                |                |                |                |
| Międzynarodowe         | Międzynarodowe | Międzynarodowe | Międzynarodowe | Międzynarodowe | Międzynarodowe | Międzynarodowe | Międzynarodowe | Międzynarodowe | Międzynarodowe | Międzynarodowe | Międzynarodowe | Międzynarodowe | Międzynarodowe | Międzynarodowe | Międzynarodowe | Międzynarodowe | Międzynarodowe |
| ---------------------- | -------------- | -------------- | -------------- | -------------- | -------------- | -------------- | -------------- | -------------- | -------------- | -------------- | -------------- | -------------- | -------------- | -------------- | -------------- | -------------- | -------------- |
| Igrzyska olimpijskie   |                |                | 15             |                |                |                |                |                |                |                |                |                |                |                |                |                |                |
| Mistrzostwa świata     |                | 15             |                |                |                |                |                |                |                |                |                |                |                |                |                |                |                |
| Mistrzostwa Europy     | 11             | 9              | 12             |                |                |                |                |                |                |                |                |                |                |                |                |                |                |
| Krajowe                |                |                |                |                |                |                |                |                |                |                |                |                |                |                |                |                |                |
| Mistrzostwa Szwajcarii |                |                | 1              |                |                |                |                |                |                |                |                |                |                |                |                |                |                |